# Lahr (Wüstung)

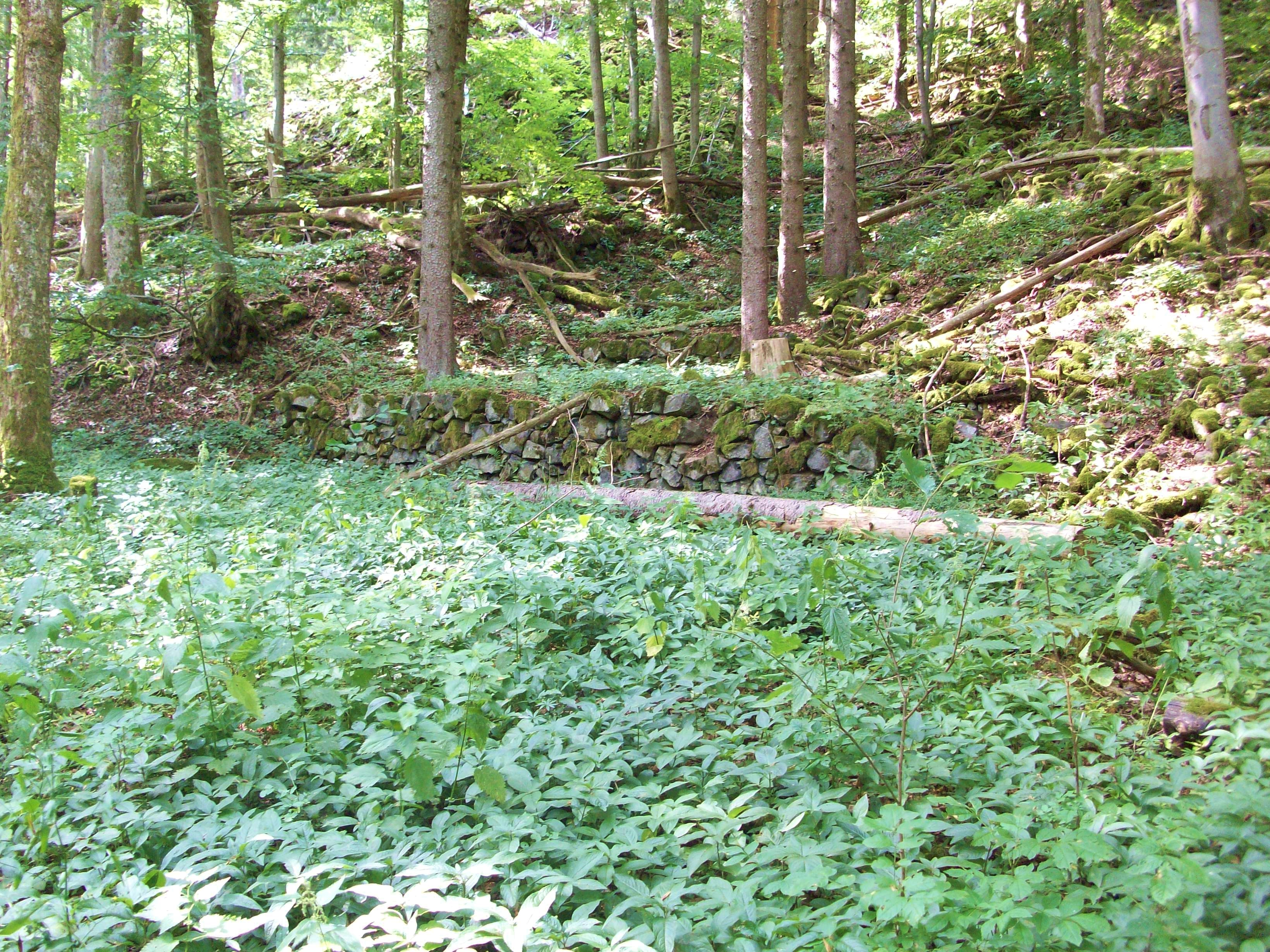
Beispiel für eine abgesteinte Terrasse für den Ackerbau im benachbarten Wermers

Lahr (auch Lohr, spätmittelalterlich: Lare vor der Ronen (Lahr vor der Rhön)) war eine Ortschaft bei Oberelsbach südlich des Gangolfsberges oberhalb der Els, lag südöstlich des Rodungsortes Wermers (heute Schweinfurter Haus) und fiel im 15. Jahrhundert schon wieder wüst.
Der Ort war würzburgisches Lehen. Für 1435 ist der Ort nochmals in einer Pfändungsurkunde genannt, als das Amt Hildenburg mit Fladungen und weiteren Ortschaften von Bischof Johann II. von Brunn an den Grafen Georg von Henneberg-Römhild für 11990 Gulden verpfändet wird. Er wurde nach dem Wüst fallen wie auch der nahebei gelegene ebenfalls wüst gegangene Ort Lanzig von Oberelsbach käuflich erworben. Das Siedlungsgelände liegt heute hauptsächlich auf der Gemarkung von Ostheim vor der Rhön.
Der Rodungsort sollte die Erschließung des Rhöngebirges befördern. Der Ort oder Weiler lag im Bereich der heutigen Flur Mühlwiese. Sichtbar sind heute nur noch angelegte Rodungsterrassen nördlich der Flur, Steinreihen und Steinhaufen unterhalb des Steilhanges des Gangolfsberges. Diese können über einen Wanderweg, der auf und um den Gangolfsberg führt, entdeckt werden.
Der Ort ist in den Sagengeschichten der Rhön vermerkt. Lahrberg und Lahrgrund Richtung Urspringen sind namentliche Überbleibsel der Siedlung. Die Acker- und Siedlungsfläche ist heute wieder größtenteils bewaldet. Das Gebiet ist mit der Nummer D-6-5526-0009 Wüstung "Lahr" des späten Mittelalters ein Bodendenkmal nach der Bayerischen Denkmalliste, die auf Basis des bayerischen Denkmalschutzgesetzes vom 1. Oktober 1973 erstellt wurde.